# Linie kolejowe w Polsce o znaczeniu państwowym
Linie kolejowe o znaczeniu państwowym – linie kolejowe w Polsce, których utrzymanie i eksploatacja uzasadniona jest ważnymi względami gospodarczymi, społecznymi, ekologicznymi lub obronnymi.
Linie o znaczeniu państwowym w 2021 r. zarządzane były wyłącznie przez PKP PLK. Stanowiły one 72% linii eksploatowanych przez spółkę i 69% wszystkich linii w Polsce. Długość eksploatowanych linii o znaczeniu państwowym wyniosła w 2021 r. 13 372 km.

## Wykaz linii kolejowych w Polsce, które ze względów gospodarczych, społecznych, obronnych lub ekologicznych mają znaczenie państwowe[3]
| Lp. | Nr linii | Nazwa linii/odcinka                                                   |
| --- | -------- | --------------------------------------------------------------------- |
| 1   | 1        | Warszawa Zachodnia – Katowice                                         |
| 2   | 2        | Warszawa Zachodnia – Terespol – granica państwa                       |
| 3   | 3        | Warszawa Zachodnia – Kunowice – granica państwa                       |
| 4   | 4        | Grodzisk Mazowiecki – Zawiercie                                       |
| 5   | 5        | Korytów – Centralny Port Komunikacyjny – Płock – Grudziądz            |
| 6   | 6        | Warszawa Wschodnia – Zielonka – Kuźnica Białostocka – granica państwa |
| 7   | 7        | Warszawa Wschodnia Osobowa – Dorohusk – granica państwa               |
| 8   | 8        | Warszawa Zachodnia – Kraków Główny                                    |
| 9   | 9        | Warszawa Wschodnia Osobowa – Gdańsk Główny                            |
| 10  | 10       | Legionowo – Tłuszcz                                                   |
| 11  | 11       | Skierniewice – Łowicz Główny                                          |
| 12  | 12       | Skierniewice – Łuków                                                  |
| 13  | 13       | Krusze – Pilawa                                                       |
| 14  | 14       | Łódź Kaliska – Tuplice – granica państwa                              |
| 15  | 15       | Zgierz – Łódź Kaliska                                                 |
| 16  | 16       | Zgierz – Kutno                                                        |
| 17  | 17       | Łódź Fabryczna – Koluszki                                             |
| 18  | 18       | Kutno – Piła Główna                                                   |
| 19  | 19       | Warszawa Główna Towarowa – Józefinów                                  |
| 20  | 20       | Warszawa Główna Towarowa – Warszawa Praga                             |
| 21  | 21       | Warszawa Wileńska – Zielonka                                          |
| 22  | 22       | Tomaszów Mazowiecki – Radom                                           |
| 23  | 25       | Łódź Kaliska – Ocice                                                  |
| 24  | 26       | Stawy – Radom                                                         |
| 25  | 27       | Nasielsk – Toruń Wschodni                                             |
| 26  | 29       | Tłuszcz – Ostrołęka – Łomża – Giżycko                                 |
| 27  | 30       | Bezwola – Lublin Północny                                             |
| 28  | 31       | Siedlce – Hajnówka                                                    |
| 29  | 33       | Kutno – Płock Trzepowo                                                |
| 30  | 38       | Białystok – Bartoszyce                                                |
| 31  | 39       | Olecko – Suwałki                                                      |
| 32  | 40       | Sokółka – Suwałki                                                     |
| 33  | 41       | Ełk – Olecko                                                          |
| 34  | 44       | Mikołajów – Regny                                                     |
| 35  | 50       | Grochowalsk – Włocławek                                               |
| 36  | 51       | Suwałki – Trakiszki – granica państwa                                 |
| 37  | 53       | Tomaszów Mazowiecki – Spała                                           |
| 38  | 54       | Trawniki – Krasnystaw Miasto                                          |
| 39  | 56       | Wólka Orłowska – Bełżec                                               |
| 40  | 58       | Łętownia – Rzeszów                                                    |
| 41  | 61       | Kielce – Fosowskie                                                    |
| 42  | 62       | Tunel – Bukowno                                                       |
| 43  | 64       | Kozłów – Starzyny                                                     |
| 44  | 68       | Lublin – Przeworsk                                                    |
| 45  | 69       | Rejowiec – Hrebenne – granica państwa                                 |
| 46  | 71       | Ocice – Rzeszów Główny                                                |
| 47  | 73       | Sitkówka Nowiny – Busko-Zdrój – Tarnów                                |
| 48  | 74       | Sobów – Stalowa Wola Rozwadów                                         |
| 49  | 76       | Bąkowiec – Janików                                                    |
| 50  | 77       | Janików – Świerże Górne                                               |
| 51  | 78       | Sandomierz – Grębów                                                   |
| 52  | 80       | Stary Grabów – Zbydniów                                               |
| 53  | 84       | Radom – Kunów                                                         |
| 54  | 85       | Warszawa Zachodnia – Poznań Starołęka                                 |
| 55  | 86       | Poniatowice – Wrocław Brochów                                         |
| 56  | 87       | Sieradz Północny – Wieruszów                                          |
| 57  | 88       | Centralny Port Komunikacyjny – Warka                                  |
| 58  | 89       | Wąsosz Konecki – Kielce                                               |
| 59  | 91       | Kraków Główny Osobowy – Medyka – granica państwa                      |
| 60  | 93       | Trzebinia – Zebrzydowice – granica państwa                            |
| 61  | 94       | Kraków Płaszów – Oświęcim                                             |
| 62  | 95       | Kraków Mydlniki – Podłęże                                             |
| 63  | 96       | Tarnów – Leluchów – granica państwa                                   |
| 64  | 97       | Skawina – Sucha Beskidzka                                             |
| 65  | 98       | Sucha Beskidzka – Chabówka                                            |
| 66  | 99       | Chabówka – Zakopane                                                   |
| 67  | 100      | Kraków Mydlniki – Gaj                                                 |
| 68  | 104      | Chabówka – Nowy Sącz                                                  |
| 69  | 105      | Muszyna – Krynica                                                     |
| 70  | 106      | Rzeszów – Jasło                                                       |
| 71  | 108      | Jasło – Sanok                                                         |
| 72  | 111      | Biała Błotna – Chełmek                                                |
| 73  | 113      | Katowice – Kraków                                                     |
| 74  | 118      | Kraków Główny – Kraków Lotnisko                                       |
| 75  | 122      | Rzeszów – Sanok                                                       |
| 76  | 131      | Chorzów Batory – Tczew                                                |
| 77  | 132      | Bytom – Zabrze Biskupice                                              |
| 78  | 132      | Pyskowice – Wrocław Główny                                            |
| 79  | 133      | Dąbrowa Górnicza Ząbkowice – Kraków Główny Osobowy                    |
| 80  | 134      | Jaworzno Szczakowa – Mysłowice                                        |
| 81  | 135      | Gliwice Łabędy – Pyskowice                                            |
| 82  | 136      | Kędzierzyn Koźle – Opole Groszowice                                   |
| 83  | 137      | Katowice – Legnica                                                    |
| 84  | 138      | Oświęcim – Katowice                                                   |
| 85  | 139      | Katowice – Zwardoń – granica państwa                                  |
| 86  | 140      | Katowice Ligota – Rybnik Towarowy RT11                                |
| 87  | 140      | Sumina – Nędza                                                        |
| 88  | 141      | Katowice Ligota – Gliwice                                             |
| 89  | 143      | Kalety – Wrocław Mikołajów WP2                                        |
| 90  | 144      | Fosowskie – Opole Główne                                              |
| 91  | 146      | Wyczerpy – Chorzew Siemkowice                                         |
| 92  | 147      | Zabrze Biskupice – Gliwice                                            |
| 93  | 148      | Pszczyna – Rybnik                                                     |
| 94  | 149      | Zabrze Makoszowy – Leszczyny                                          |
| 95  | 150      | Most Wisła – Chybie                                                   |
| 96  | 151      | Kędzierzyn Koźle – Chałupki – granica państwa                         |
| 97  | 152      | Paczyna – Lubliniec                                                   |
| 98  | 153      | Toszek Północ – Rudziniec Gliwicki                                    |
| 99  | 154      | Łazy – Dąbrowa Górnicza Towarowa                                      |
| 100 | 155      | Kucelinka – Poraj                                                     |
| 101 | 156      | Bukowno – Jaworzno Szczakowa                                          |
| 102 | 157      | Dębina – Skoczów                                                      |
| 103 | 158      | Rybnik Towarowy – Chałupki                                            |
| 104 | 159      | Żory – Studzionka                                                     |
| 105 | 161      | Katowice Szopienice Północne – Chorzów Stary                          |
| 106 | 164      | Chorzów Batory – Hajduki                                              |
| 107 | 165      | Bytom Bobrek – Bytom Karb                                             |
| 108 | 166      | Dębica – Jasło                                                        |
| 109 | 170      | Chybie – Godów – granica państwa                                      |
| 110 | 171      | Dąbrowa Górnicza Towarowa – Panewnik                                  |
| 111 | 173      | Rybnik – Sumina                                                       |
| 112 | 180      | Dorota – Mysłowice Brzezinka                                          |
| 113 | 181      | Wieruszów – Oleśnica                                                  |
| 114 | 190      | Skoczów – Goleszów                                                    |
| 115 | 191      | Goleszów – Wisła Głębce                                               |
| 116 | 199      | Rudziniec Gliwicki – Kędzierzyn Koźle KKA                             |
| 117 | 201      | Nowa Wieś Wielka – Gdynia Port                                        |
| 118 | 202      | Gdańsk Główny – Stargard                                              |
| 119 | 203      | Piła Główna – Kostrzyn – granica państwa                              |
| 120 | 203      | Tczew – Czersk                                                        |
| 121 | 204      | Malbork – Braniewo – granica państwa                                  |
| 122 | 207      | Toruń Wschodni – Malbork                                              |
| 123 | 208      | Jabłonowo Pomorskie – Chojnice                                        |
| 124 | 209      | Chełmża – Bydgoszcz Wschód                                            |
| 125 | 210      | Chojnice – Runowo Pomorskie                                           |
| 126 | 213      | Reda – Hel                                                            |
| 127 | 216      | Działdowo – Olsztyn Główny                                            |
| 128 | 223      | Orzysz – Ełk                                                          |
| 129 | 226      | Pruszcz Gdański – Gdańsk Port Północny                                |
| 130 | 228      | Rumia – Gdynia Port Oksywie                                           |
| 131 | 231      | Inowrocław Rąbinek – Łojewo                                           |
| 132 | 237      | Lębork – Maszewo Lęborskie                                            |
| 133 | 242      | Grudziądz – Warlubie                                                  |
| 134 | 245      | Aleksandrów Kujawski – Ciechocinek                                    |
| 135 | 267      | Żarów – Bolesławice Świdnickie                                        |
| 136 | 268      | Świdnica Miasto – Sędzisław                                           |
| 137 | 271      | Wrocław Główny – Poznań Główny                                        |
| 138 | 272      | Kluczbork – Poznań Główny                                             |
| 139 | 273      | Wrocław Główny – Szczecin Główny                                      |
| 140 | 274      | Wrocław Świebodzki – Jelenia Góra                                     |
| 141 | 274      | Zgorzelec – granica państwa                                           |
| 142 | 274      | Studniska – Zgorzelec Krysin                                          |
| 143 | 275      | Wrocław Muchobór – Rokitki                                            |
| 144 | 276      | Wrocław Główny – Międzylesie – granica państwa                        |
| 145 | 277      | Opole Groszowice – Wrocław Brochów                                    |
| 146 | 278      | Węgliniec – Zgorzelec                                                 |
| 147 | 281      | Oleśnica – Milicz                                                     |
| 148 | 282      | Miłkowice – Żary                                                      |
| 149 | 287      | Opole Zachodnie – Komprachcice                                        |
| 150 | 289      | Legnica – Rudna Gwizdanów                                             |
| 151 | 290      | Las – Wilka                                                           |
| 152 | 295      | Węgliniec – Bielawa Dolna – granica państwa                           |
| 153 | 296      | Wielkie Piekary – Miłkowice                                           |
| 154 | 298      | Kamienna Góra – Sędzisław                                             |
| 155 | 299      | Kamienna Góra – Lubawka – granica państwa                             |
| 156 | 301      | Jastrzębie Śląskie – Namysłów                                         |
| 157 | 303      | Rokitki – Duninów                                                     |
| 158 | 306      | Krapkowice – Prudnik                                                  |
| 159 | 309      | Kłodzko Nowe – Kudowa Zdrój                                           |
| 160 | 311      | Jelenia Góra – Szklarska Poręba Górna                                 |
| 161 | 344      | Wilka – Zawidów – granica państwa                                     |
| 162 | 349      | Święta Katarzyna – Wrocław Kuźniki                                    |
| 163 | 350      | Szczecin Dąbie – Szczecin Port Centralny                              |
| 164 | 351      | Poznań Główny – Szczecin Główny                                       |
| 165 | 352      | Swarzędz – Poznań Starołęka                                           |
| 166 | 353      | Poznań Wschód – Skandawa – granica państwa                            |
| 167 | 355      | Ostrów Wielkopolski – Grabowno Wielkie                                |
| 168 | 358      | Zbąszynek – Czerwieńsk                                                |
| 169 | 364      | Międzyrzecz – Wędrzyn                                                 |
| 170 | 367      | Zbąszynek – Gorzów Wielkopolski                                       |
| 171 | 370      | Zielona Góra – Żary                                                   |
| 172 | 375      | Międzyrzecz – Nietoperek                                              |
| 173 | 380      | Jankowa Żagańska – Sanice                                             |
| 174 | 389      | Żagań – Jankowa Żagańska                                              |
| 175 | 394      | Poznań Krzesiny – Kobylnica                                           |
| 176 | 395      | Zieliniec – Kiekrz                                                    |
| 177 | 400      | Nakło nad Notecią – Okonek                                            |
| 178 | 401      | Szczecin Dąbie SDB – Świnoujście Port                                 |
| 179 | 402      | Koszalin – Trzebiatów                                                 |
| 180 | 402      | Mosty – Goleniów                                                      |
| 181 | 403      | Piła Północ – Wałcz Raduń                                             |
| 182 | 403      | Kalisz Pomorski – Ulikowo                                             |
| 183 | 404      | Szczecinek – Kołobrzeg                                                |
| 184 | 405      | Piła Główna – Szczecinek                                              |
| 185 | 408      | Szczecin Główny – Stobno Szczecińskie – granica państwa               |
| 186 | 409      | Szczecin Gumieńce – granica państwa (Tantow)                          |
| 187 | 410      | Grotniki Drawskie – Drawno                                            |
| 188 | 421      | Smardzko – Świdwin                                                    |
| 189 | 434      | Posterunek odgałęźny Mosty – Port Lotniczy Szczecin – Goleniów        |
| 190 | 435      | Posterunek odgałęźny Mosty R 1 – Posterunek odgałęźny Mosty R 2       |
| 191 | 436      | Czerwieńsk Południe – Czerwieńsk Wschód                               |
| 192 | 447      | Warszawa Zachodnia – Grodzisk Mazowiecki                              |
| 193 | 448      | Warszawa Zachodnia – Warszawa Rembertów                               |
| 194 | 449      | Warszawa Rembertów – Zielonka                                         |
| 195 | 456      | Warszawa Praga – Chotomów                                             |
| 196 | 501      | Warszawa Praga R 201 – Warszawa Praga R 15                            |
| 197 | 502      | Warszawa Praga R 6 – Warszawa Wschodnia Towarowa                      |
| 198 | 506      | Warszawa Antoninów – Otwock                                           |
| 199 | 507      | Warszawa Główna Towarowa – Warszawa Gołąbki                           |
| 200 | 509      | Warszawa Główna Towarowa – Warszawa Gdańska                           |
| 201 | 510      | Warszawa Główna Towarowa – Warszawa Aleje Jerozolimskie               |
| 202 | 513      | Jasienica – Tłuszcz                                                   |
| 203 | 520      | Doły – Ujrzanów                                                       |
| 204 | 521      | Mińsk Mazowiecki R 4 – Mińsk Mazowiecki R 101                         |
| 205 | 522      | Mińsk Mazowiecki R 102 – Mińsk Mazowiecki R 45                        |
| 206 | 523      | Łuków R3 – Łuków R13                                                  |
| 207 | 525      | Czachówek Południowy – Czachówek Wschodni                             |
| 208 | 526      | Czachówek Zachodni – Czachówek Południowy Czp11                       |
| 209 | 527      | Czachówek Południowy Czp11 – Czachówek Wschodni                       |
| 210 | 528      | Czachówek Zachodni – Czachówek Południowy                             |
| 211 | 529      | Miedniewice – Skierniewice                                            |
| 212 | 530      | Skierniewice Park – Skierniewka                                       |
| 213 | 533      | Arkadia – Placencja                                                   |
| 214 | 534      | Koluszki – Mikołajów                                                  |
| 215 | 538      | Koluszki R 145 – Koluszki R 154                                       |
| 216 | 539      | Łódź Kaliska Towarowa – Retkinia                                      |
| 217 | 540      | Łódź Chojny – Łódź Widzew                                             |
| 218 | 541      | Łódź Widzew – Łódź Olechów                                            |
| 219 | 542      | Gajewniki – Zduńska Woła Karsznice                                    |
| 220 | 543      | Gajewniki – Dionizów                                                  |
| 221 | 544      | Zamków – Borysławice                                                  |
| 222 | 546      | Warszawa Wschodnia Towarowa – Warszawa Rembertów T6M                  |
| 223 | 563      | Rejowiec Zachodni – Rejowiec Południowy                               |
| 224 | 565      | Charzewice – Stalowa Woła Rozwadów Towarowy                           |
| 225 | 567      | Piaski – Kielce Herbskie                                              |
| 226 | 568      | Sitkówka Nowiny – Szczukowice                                         |
| 227 | 570      | Psary – Starzyny                                                      |
| 228 | 571      | Czarnca – Knapówka                                                    |
| 229 | 572      | Włoszczowa Północ – Żelisławice                                       |
| 230 | 575      | Szeligi – Marków                                                      |
| 231 | 576      | Wolanów – Rożki                                                       |
| 232 | 580      | Wieprz – Wisła                                                        |
| 233 | 581      | Świdnik – Świdnik Port Lotniczy                                       |
| 234 | 582      | Czarnca – Włoszczowa Północ                                           |
| 235 | 586      | Idzikiowice – Opoczno                                                 |
| 236 | 601      | Kraków Przedmieście – Kraków Główny R326                              |
| 237 | 602      | Kraków Przedmieście – Kraków Olsza                                    |
| 238 | 603      | Kraków Prokocim Towarowy PRD – Kraków Bonarka                         |
| 239 | 607      | Raciborowice – Dłubnia                                                |
| 240 | 608      | Podłęże R201 – Podłęże R101                                           |
| 241 | 609      | Tarnów Filia – Tarnów Wschód                                          |
| 242 | 622      | Węgrzce Wielkie – Tymbark                                             |
| 243 | 623      | Fornale – Szczyrzyc                                                   |
| 244 | 624      | Kraków Zabłocie – Kraków Bonarka                                      |
| 245 | 625      | Sucha Beskidzka Północ – Sucha Beskidzka Południe                     |
| 246 | 626      | Rzeszów Jasionka Międzynarodowy Port Lotniczy – Zaczernie             |
| 247 | 627      | Balachówka – Podłęże R301                                             |
| 248 | 628      | Porąbka – Stróża                                                      |
| 249 | 631      | Milanów – Biała Podlaska – Fronołów                                   |
| 250 | 632      | Łukawiec – Rzeszów Jasionka Międzynarodowy Port Lotniczy              |
| 251 | 638      | Jedlicze – Szebnie                                                    |
| 252 | 651      | Radoszowy – Gottwald                                                  |
| 253 | 655      | Mysłowice MWB – Katowice Muchowiec KMA                                |
| 254 | 657      | Katowice Szopienice Północne – Katowice Muchowiec KMA                 |
| 255 | 661      | Okradzionów – Kozioł                                                  |
| 256 | 666      | Sosnowiec Maczki SMA – Jaworzno Szczakowa JSC                         |
| 257 | 667      | Sosnowiec Maczki – Długoszyn                                          |
| 258 | 672      | Maciejów Północny – Zabrze Makoszowy Kopalnia                         |
| 259 | 677      | Zabrze Makoszowy Kopalnia – Mizerów                                   |
| 260 | 680      | Kędzierzyn Koźle KKD – Kłodnica                                       |
| 261 | 681      | Nowa Wieś – Stare Koźle                                               |
| 262 | 685      | Droniowiczki – Jawornica                                              |
| 263 | 686      | Herby Nowe – Liswarta                                                 |
| 264 | 687      | Kalina – Herby Stare                                                  |
| 265 | 689      | Studzionka – Dębina                                                   |
| 266 | 691      | Nędza Wieś – Turze                                                    |
| 267 | 693      | Zabrzeg – Bronów R4                                                   |
| 268 | 694      | Bronów – Bieniowiec                                                   |
| 269 | 699      | Oświęcim OWC – Oświęcim OWC1                                          |
| 270 | 700      | Częstochowa – Częstochowa Stradom                                     |
| 271 | 702      | Częstochowa Towarowa – Częstochowa Stradom                            |
| 272 | 704      | Herby Stare – Herby Nowe                                              |
| 273 | 721      | Gdańsk Południowy – Gdańsk Olszynka R1                                |
| 274 | 723      | Gdynia Chylonia – Gdynia Port GPF                                     |
| 275 | 724      | Gdynia Port GPD – Gdynia Port GPO                                     |
| 276 | 726      | Tczew R 71 – Zajączkowo Tczewskie ZTB                                 |
| 277 | 729      | Górki – Zajączkowo Tczewskie                                          |
| 278 | 732      | Tczew Południe – Tczew Wisła                                          |
| 279 | 734      | Nieszawka – Toruń Towarowy TRB                                        |
| 280 | 737      | Ponętów – Barłogi                                                     |
| 281 | 739      | Zduńska Wola Karsznice – Zduńska Wola                                 |
| 282 | 740      | Ponętów – Zamków                                                      |
| 283 | 742      | Inowrocław – Inowrocław Rąbinek                                       |
| 284 | 751      | Wrocław Gądów – Wrocław Zachodni                                      |
| 285 | 752      | Wrocław Gądów – Wrocław Popowice WP3                                  |
| 286 | 753      | Wrocław Grabiszyn – Wrocław Gądów                                     |
| 287 | 754      | Wrocław Popowice WP1 – Wrocław Popowice WP                            |
| 288 | 755      | Wrocław Popowice WP – Wrocław Popowice WP3                            |
| 289 | 756      | Stadion – Wrocław Popowice WP2                                        |
| 290 | 758      | Stadion – Wrocław Muchobór                                            |
| 291 | 759      | Wrocław Gądów – Wrocław Nowy Dwór                                     |
| 292 | 761      | Wrocław Grabiszyn – Wrocław Świebodzki WSB                            |
| 293 | 763      | Wrocław Brochów WBB – Wrocław Główny WGA                              |
| 294 | 764      | Siechnice – Wrocław Brochów WBB D                                     |
| 295 | 765      | Wrocław Brochów WBB – Lamowice                                        |
| 296 | 766      | Łukanów – Dąbrowa Oleśnicka                                           |
| 297 | 778      | Zgorzelec R1 – Zgorzelec R11                                          |
| 298 | 779      | Studniska – Las                                                       |
| 299 | 801      | Poznań Starołęka PSK – Poznań Górczyn                                 |
| 300 | 802      | Poznań Starołęka PSK – Luboń k. Poznania                              |
| 301 | 804      | Poznań Antoninek – Nowa Wieś Poznańska                                |
| 302 | 806      | Poznań Franowo PFD – Nowa Wieś Poznańska                              |
| 303 | 807      | Sokołowo Wrzesińskie – Września                                       |
| 304 | 808      | Września – Podstolice                                                 |
| 305 | 809      | Barłogi – Borysławice                                                 |
| 306 | 810      | Zduńska Wola – Dionizów                                               |
| 307 | 811      | Stary Staw – Franklinów                                               |
| 308 | 817      | Zbąszyń – Szczaniec                                                   |
| 309 | 818      | Zbąszyń – Dąbrówka Wielkopolska                                       |
| 310 | 819      | Chlastawa – Kosieczyn                                                 |
| 311 | 821      | Jerzmanice Lubuskie – Rzepin RzB11                                    |
| 312 | 822      | Rzepin RZB – Drzeńsko                                                 |
| 313 | 851      | Szczecin Wstowo – Szczecin Gumieńce                                   |
| 314 | 855      | Regalica – Szczecin Port Centralny SPA                                |
| 315 | 857      | Szczecin Dąbie SDA – Szczecin Dąbie SDC                               |
| 316 | 901      | Warszawa Wschodnia Towarowa – Warszawa Rembertów T5M                  |
| 317 | 940      | Kraków Nowa Huta NHB – Kraków Krzesławice                             |
| 318 | 947      | Kraków Olsza – Kraków Łęg                                             |

## Historia
Wykaz linii kolejowych w Polsce, które ze względów gospodarczych, społecznych, obronnych lub ekologicznych mają znaczenie państwowe wg Dz.U. z 2013 r. poz. 569
| Lp. | Nr linii | Nazwa linii/odcinka                                             |
| --- | -------- | --------------------------------------------------------------- |
| 1   | 1        | Warszawa Centralna – Katowice                                   |
| 2   | 2        | Warszawa Centralna – Terespol – granica państwa                 |
| 3   | 3        | Warszawa Zachodnia – Kunowice – granica państwa                 |
| 4   | 4        | Grodzisk Mazowiecki – Zawiercie                                 |
| 5   | 6        | Zielonka – Kuźnica Białostocka – granica państwa                |
| 6   | 7        | Warszawa Wschodnia Osobowa – Dorohusk – granica państwa         |
| 7   | 8        | Warszawa Zachodnia – Kraków Główny Osobowy                      |
| 8   | 9        | Warszawa Wschodnia Osobowa – Gdańsk Główny                      |
| 9   | 10       | Legionowo – Tłuszcz                                             |
| 10  | 11       | Skierniewice – Łowicz Główny                                    |
| 11  | 12       | Skierniewice – Łuków                                            |
| 12  | 13       | Krusze – Pilawa                                                 |
| 13  | 14       | Łódź Kaliska – Tuplice – granica państwa                        |
| 14  | 15       | Zgierz – Łódź Kaliska                                           |
| 15  | 16       | Zgierz – Kutno                                                  |
| 16  | 17       | Łódź Fabryczna – Koluszki                                       |
| 17  | 18       | Kutno – Piła Główna                                             |
| 18  | 19       | Warszawa Główna Towarowa – Józefinów                            |
| 19  | 20       | Warszawa Główna Towarowa – Warszawa Praga                       |
| 20  | 21       | Warszawa Wileńska – Zielonka                                    |
| 21  | 22       | Tomaszów Mazowiecki – Radom                                     |
| 22  | 25       | Łódź Kaliska – Ocice                                            |
| 23  | 26       | Stawy – Radom                                                   |
| 24  | 27       | Nasielsk – Toruń Wschodni                                       |
| 25  | 30       | Bezwola – Lublin Północny                                       |
| 26  | 31       | Siedlce – Hajnówka                                              |
| 27  | 33       | Kutno – Płock Trzepowo                                          |
| 28  | 38       | Białystok – Bartoszyce                                          |
| 29  | 39       | Olecko – Suwałki                                                |
| 30  | 40       | Sokółka – Suwałki                                               |
| 31  | 41       | Ełk – Olecko                                                    |
| 32  | 44       | Mikołajów – Regny                                               |
| 33  | 51       | Suwałki – Trakiszki – granica państwa                           |
| 34  | 53       | Tomaszów Mazowiecki – Spała                                     |
| 35  | 61       | Kielce – Fosowskie                                              |
| 36  | 62       | Tunel – Bukowno                                                 |
| 37  | 64       | Kozłów – Starzyny                                               |
| 38  | 68       | Lublin – Przeworsk                                              |
| 39  | 71       | Ocice – Rzeszów Główny                                          |
| 40  | 74       | Sobów – Stalowa Wola Rozwadów                                   |
| 41  | 76       | Bąkowiec – Janików                                              |
| 42  | 77       | Janików – Świerże Górne                                         |
| 43  | 78       | Sandomierz – Grębów                                             |
| 44  | 91       | Kraków Główny Osobowy – Medyka – granica państwa                |
| 45  | 93       | Trzebinia – Zebrzydowice – granica państwa                      |
| 46  | 94       | Kraków Płaszów – Oświęcim                                       |
| 47  | 95       | Kraków Mydlniki – Podłęże                                       |
| 48  | 96       | Tarnów – Leluchów – granica państwa                             |
| 49  | 97       | Skawina – Sucha Beskidzka                                       |
| 50  | 98       | Sucha Beskidzka – Chabówka                                      |
| 51  | 99       | Chabówka – Zakopane                                             |
| 52  | 100      | Kraków Mydlniki – Gaj                                           |
| 53  | 104      | Chabówka – Nowy Sącz                                            |
| 54  | 105      | Muszyna – Krynica                                               |
| 55  | 118      | Kraków Mydlniki – Kraków Balice                                 |
| 56  | 131      | Chorzów Batory – Tczew                                          |
| 57  | 132      | Bytom – Zabrze Biskupice                                        |
| 58  | 132      | Pyskowice – Wrocław Główny                                      |
| 59  | 133      | Dąbrowa Górnicza Ząbkowice – Kraków Główny Osobowy              |
| 60  | 134      | Jaworzno Szczakowa – Mysłowice                                  |
| 61  | 135      | Gliwice Łabędy – Pyskowice                                      |
| 62  | 136      | Kędzierzyn Koźle – Opole Groszowice                             |
| 63  | 137      | Katowice – Prudnik                                              |
| 64  | 138      | Oświęcim – Katowice                                             |
| 65  | 139      | Katowice – Zwardoń – granica państwa                            |
| 66  | 140      | Katowice Ligota – Rybnik Towarowy RT11                          |
| 67  | 140      | Sumina – Nędza                                                  |
| 68  | 141      | Katowice Ligota – Gliwice                                       |
| 69  | 143      | Kalety – Wrocław Mikołajów                                      |
| 70  | 144      | Fosowskie – Opole Główne                                        |
| 71  | 146      | Wyczerpy – Chorzew Siemkowice                                   |
| 72  | 147      | Zabrze Biskupice – Gliwice                                      |
| 73  | 148      | Pszczyna – Rybnik                                               |
| 74  | 149      | Zabrze Makoszowy – Leszczyny                                    |
| 75  | 150      | Most Wisła – Chybie                                             |
| 76  | 151      | Kędzierzyn Koźle – Chałupki – granica państwa                   |
| 77  | 152      | Paczyna – Lubliniec                                             |
| 78  | 153      | Toszek Północ – Rudziniec Gliwicki                              |
| 79  | 154      | Łazy – Dąbrowa Górnicza Towarowa                                |
| 80  | 155      | Kucelinka – Poraj                                               |
| 81  | 156      | Bukowno – Jaworzno Szczakowa                                    |
| 82  | 157      | Dębina – Skoczów                                                |
| 83  | 158      | Rybnik Towarowy – Chałupki                                      |
| 84  | 159      | Żory – Studzionka                                               |
| 85  | 161      | Katowice Szopienice Północne – Chorzów Stary                    |
| 86  | 164      | Chorzów Batory – Hajduki                                        |
| 87  | 165      | Bytom Bobrek – Bytom Karb                                       |
| 88  | 171      | Dąbrowa Górnicza Towarowa – Panewnik                            |
| 89  | 173      | Rybnik – Sumina                                                 |
| 90  | 180      | Dorota – Mysłowice Brzezinka                                    |
| 91  | 190      | Skoczów – Goleszów                                              |
| 92  | 191      | Goleszów – Wisła Głębce                                         |
| 93  | 199      | Rudziniec Gliwicki – Kędzierzyn Koźle KKA                       |
| 94  | 201      | Nowa Wieś Wielka – Gdynia Port                                  |
| 95  | 202      | Gdańsk Główny – Stargard Szczeciński                            |
| 96  | 203      | Piła Główna – Kostrzyn – granica państwa                        |
| 97  | 203      | Tczew – Czersk                                                  |
| 98  | 204      | Malbork – Braniewo – granica państwa                            |
| 99  | 207      | Toruń Wschodni – Kornatowo                                      |
| 100 | 207      | Grudziądz – Gardeja                                             |
| 101 | 208      | Jabłonowo Pomorskie – Chojnice                                  |
| 102 | 210      | Chojnice – Runowo Pomorskie                                     |
| 103 | 213      | Reda – Hel                                                      |
| 104 | 216      | Działdowo – Olsztyn Główny                                      |
| 105 | 219      | Olsztyn Główny – Marcinkowo                                     |
| 106 | 223      | Orzysz – Ełk                                                    |
| 107 | 226      | Pruszcz Gdański – Gdańsk Port Północny                          |
| 108 | 228      | Rumia – Gdynia Port Oksywie                                     |
| 109 | 231      | Inowrocław Rąbinek – Łojewo                                     |
| 110 | 237      | Lębork – Maszewo Lęborskie                                      |
| 111 | 245      | Aleksandrów Kujawski – Ciechocinek                              |
| 112 | 271      | Wrocław Główny – Poznań Główny                                  |
| 113 | 272      | Kluczbork – Poznań Główny                                       |
| 114 | 273      | Wrocław Główny – Szczecin Główny                                |
| 115 | 274      | Wrocław Świebodzki – Jelenia Góra                               |
| 116 | 274      | Zgorzelec – granica państwa                                     |
| 117 | 274      | Studniska – Krysiu                                              |
| 118 | 275      | Wrocław Muchobór – Rokitki                                      |
| 119 | 276      | Wrocław Główny – Międzylesie – granica państwa                  |
| 120 | 277      | Opole Groszowice – Wrocław Brochów                              |
| 121 | 278      | Węgliniec – Zgorzelec                                           |
| 122 | 281      | Oleśnica – Grabowno Wielkie                                     |
| 123 | 282      | Miłkowice – Jankowa Żagańska                                    |
| 124 | 287      | Opole Zachodnie – Komprachcice                                  |
| 125 | 289      | Legnica – Rudna Gwizdanów                                       |
| 126 | 290      | Las – Wilka                                                     |
| 127 | 295      | Węgliniec – Bielawa Dolna – granica państwa                     |
| 128 | 296      | Wielkie Piekary – Miłkowice                                     |
| 129 | 301      | Jastrzębie Śląskie – Namysłów                                   |
| 130 | 303      | Rokitki – Duninów                                               |
| 131 | 306      | Krapkowice – Prudnik                                            |
| 132 | 309      | Kłodzko Nowe – Kudowa Zdrój                                     |
| 133 | 311      | Jelenia Góra – Szklarska Poręba Górna                           |
| 134 | 344      | Wilka – Zawidów – granica państwa                               |
| 135 | 349      | Święta Katarzyna – Wrocław Kuźniki                              |
| 136 | 351      | Poznań Główny – Szczecin Główny                                 |
| 137 | 352      | Swarzędz – Poznań Starołęka                                     |
| 138 | 353      | Poznań Wschód – Skandawa – granica państwa                      |
| 139 | 355      | Ostrów Wielkopolski – Grabowno Wielkie                          |
| 140 | 358      | Zbąszynek – Czerwieńsk                                          |
| 141 | 364      | Międzyrzecz – Wędrzyn                                           |
| 142 | 367      | Zbąszynek – Skwierzyna                                          |
| 143 | 371      | Nowa Sól – Żagań                                                |
| 144 | 375      | Międzyrzecz – Nietoperek                                        |
| 145 | 380      | Jankowa Żagańska – Sanice                                       |
| 146 | 389      | Żagań – Jankowa Żagańska                                        |
| 147 | 394      | Poznań Krzesiny – Kobylnica                                     |
| 148 | 395      | Zieliniec – Kiekrz                                              |
| 149 | 401      | Szczecin Dąbie – Świnoujście Port                               |
| 150 | 402      | Koszalin – Trzebiatów                                           |
| 151 | 402      | Mosty – Goleniów                                                |
| 152 | 403      | Piła Północ – Wałcz Raduń                                       |
| 153 | 403      | Kalisz Pomorski – Ulikowo                                       |
| 154 | 408      | Szczecin Główny – Stobno Szczecińskie – granica państwa         |
| 155 | 409      | Szczecin Gumieńce – granica państwa                             |
| 156 | 410      | Grotniki Drawskie – Złocieniec                                  |
| 157 | 410      | Wierzchowe Pomorskie – Drawno                                   |
| 158 | 421      | Smardzko – Świdwin                                              |
| 159 | 434      | Posterunek odgałęźny Mosty – Port Lotniczy Szczecin – Goleniów  |
| 160 | 435      | Posterunek odgałęźny Mosty R 1 – Posterunek odgałęźny Mosty R 2 |
| 161 | 436      | Czerwieńsk Południe – Czerwieńsk Wschód                         |
| 162 | 447      | Warszawa Zachodnia – Grodzisk Mazowiecki                        |
| 163 | 448      | Warszawa Zachodnia – Warszawa Rembertów                         |
| 164 | 449      | Warszawa Rembertów – Zielonka                                   |
| 165 | 501      | Warszawa Praga R 201 – Warszawa Praga R 15                      |
| 166 | 502      | Warszawa Praga R 6 – Warszawa Wschodnia Towarowa                |
| 167 | 506      | Warszawa Antoninów – Warszawa Gocławek                          |
| 168 | 507      | Warszawa Główna Towarowa – Warszawa Gołąbki                     |
| 169 | 509      | Warszawa Główna Towarowa – Warszawa Gdańska                     |
| 170 | 510      | Warszawa Główna Towarowa – Warszawa Aleje Jerozolimskie         |
| 171 | 513      | Jasienica – Tłuszcz                                             |
| 172 | 520      | Doły – Ujrzanów                                                 |
| 173 | 521      | Mińsk Mazowiecki R 4 – Mińsk Mazowiecki R 101                   |
| 174 | 522      | Mińsk Mazowiecki R 102 – Mińsk Mazowiecki R 45                  |
| 175 | 523      | Trzaskoniec – Poważe                                            |
| 176 | 525      | Czachówek Południowy – Czachówek Wschodni                       |
| 177 | 526      | Czachówek Zachodni – Czachówek Południowy Czp11                 |
| 178 | 527      | Czachówek Południowy Czp11 – Czachówek Wschodni                 |
| 179 | 528      | Czachówek Zachodni – Czachówek Południowy                       |
| 180 | 529      | Miedniewice – Skierniewice                                      |
| 181 | 530      | Skierniewice Park – Skierniewka                                 |
| 182 | 533      | Arkadia – Placencja                                             |
| 183 | 534      | Koluszki – Mikołajów                                            |
| 184 | 538      | Koluszki R 145 – Koluszki R 154                                 |
| 185 | 539      | Łódź Kaliska Towarowa – Retkinia                                |
| 186 | 540      | Łódź Chojny – Łódź Widzew                                       |
| 187 | 541      | Łódź Widzew – Łódź Olechów                                      |
| 188 | 542      | Gajewniki – Zduńska Woła Karsznice                              |
| 189 | 543      | Gajewniki – Dionizów                                            |
| 190 | 544      | Zamków – Borysławice                                            |
| 191 | 546      | Warszawa Wschodnia Towarowa – Warszawa Rembertów T6M            |
| 192 | 565      | Charzewice – Stalowa Woła Rozwadów Towarowy                     |
| 193 | 567      | Piaski – Kielce Herbskie                                        |
| 194 | 568      | Sitkówka Nowiny – Szczukowice                                   |
| 195 | 570      | Psary – Starzyny                                                |
| 196 | 571      | Czarnca – Knapówka                                              |
| 197 | 572      | Włoszczowa Północ – Żelisławice                                 |
| 198 | 575      | Szeligi – Marków                                                |
| 199 | 576      | Wolanów – Rożki                                                 |
| 200 | 580      | Wieprz – Wisła                                                  |
| 201 | 581      | Świdnik – Świdnik Port Lotniczy                                 |
| 202 | 582      | Czarnca – Włoszczowa Północ                                     |
| 203 | 601      | Kraków Przedmieście – Kraków Towarowy                           |
| 204 | 602      | Kraków Przedmieście – Kraków Olsza                              |
| 205 | 603      | Kraków Prokocim Towarowy PRD – Kraków Bonarka                   |
| 206 | 607      | Raciborowice – Dłubnia                                          |
| 207 | 608      | Podgrabie – Rudzice                                             |
| 208 | 609      | Tarnów Filia – Tarnów Wschód                                    |
| 209 | 624      | Kraków Zabłocić – Kraków Bonarka                                |
| 210 | 625      | Sucha Beskidzka Północ – Sucha Beskidzka Południe               |
| 211 | 649      | Bytom – Barbara                                                 |
| 212 | 650      | Posterunek odgałęźny Rozbark – Posterunek odgałęźny Ożarowice   |
| 213 | 651      | Radoszowy – Gottwald                                            |
| 214 | 655      | Mysłowice MWB – Katowice Muchowiec KMA                          |
| 215 | 657      | Katowice Szopienice Północne – Katowice Muchowiec KMA           |
| 216 | 661      | Okradzionów – Kozioł                                            |
| 217 | 666      | Sosnowiec Maczki SMA – Jaworzno Szczakowa JSC                   |
| 218 | 667      | Sosnowiec Maczki – Długoszyn                                    |
| 219 | 672      | Maciejów Północny – Zabrze Makoszowy Kopalnia                   |
| 220 | 677      | Zabrze Makoszowy Kopalnia – Mizerów                             |
| 221 | 680      | Kędzierzyn Koźle KKD – Kłodnica                                 |
| 222 | 681      | Nowa Wieś – Stare Koźle                                         |
| 223 | 685      | Droniowiczki – Jawornica                                        |
| 224 | 686      | Herby Nowe – Liswarta                                           |
| 225 | 687      | Kalina – Herby Stare                                            |
| 226 | 689      | Studzienka – Dębina                                             |
| 227 | 691      | Nędza Wieś – Turze                                              |
| 228 | 693      | Zabrzeg – Bronów R4                                             |
| 229 | 694      | Bronów – Bieniowiec                                             |
| 230 | 699      | Oświęcim OWC – Oświęcim OWC1                                    |
| 231 | 700      | Częstochowa – Częstochowa Stradom                               |
| 232 | 702      | Częstochowa Towarowa – Częstochowa Stradom                      |
| 233 | 704      | Herby Stare – Herby Nowe                                        |
| 234 | 721      | Gdańsk Południowy – Motława Most                                |
| 235 | 723      | Gdynia Chylonia – Gdynia Port GPF                               |
| 236 | 724      | Gdynia Port GPD – Gdynia Port GPO                               |
| 237 | 726      | Tczew R 71 – Zajączkowo Tczewskie ZTB                           |
| 238 | 729      | Górki – Zajączkowo Tczewskie                                    |
| 239 | 732      | Tczew Południe – Tczew Wisła                                    |
| 240 | 734      | Nieszawka – Toruń Towarowy TRB                                  |
| 241 | 737      | Ponętów – Barłogi                                               |
| 242 | 739      | Zduńska Wola Karsznice – Zduńska Wola                           |
| 243 | 740      | Ponętów – Zamków                                                |
| 244 | 742      | Inowrocław – Inowrocław Rąbinek                                 |
| 245 | 751      | Wrocław Gadów – Wrocław Zachodni                                |
| 246 | 752      | Wrocław Gadów – Wrocław Popowice WP3                            |
| 247 | 753      | Wrocław Grabiszyn – Wrocław Gądów                               |
| 248 | 754      | Wrocław Popowice WP1 – Wrocław Ropowice WP                      |
| 249 | 755      | Wrocław Popowice WP – Wrocław Popowice WP3                      |
| 250 | 756      | Wrocław Stadion – Wrocław Popowice WP2                          |
| 251 | 758      | Wrocław Stadion – Wrocław Muchobór                              |
| 252 | 759      | Wrocław Gadów – Wrocław Nowy Dwór                               |
| 253 | 761      | Wrocław Grabiszyn – Wrocław Świebodzki WSB                      |
| 254 | 763      | Wrocław Brochów WBB – Wrocław Główny WGA                        |
| 255 | 764      | Siechnice – Wrocław Brochów WBB D                               |
| 256 | 765      | Wrocław Brochów WBB – Lamowice                                  |
| 257 | 766      | Łukanów – Dąbrowa Oleśnicka                                     |
| 258 | 778      | Zgorzelec Miasto – Krysin                                       |
| 259 | 779      | Studniska – Las                                                 |
| 260 | 801      | Poznań Starołęka PSK – Poznań Górczyn                           |
| 261 | 802      | Poznań Starołęka PSK – Luboń k/Poznania                         |
| 262 | 804      | Poznań Antoninek – Nowa Wieś Poznańska                          |
| 263 | 806      | Poznań Franowo PFD – Nowa Wieś Poznańska                        |
| 264 | 807      | Sokołowo Wrzesińskie – Września                                 |
| 265 | 808      | Września – Podstolice                                           |
| 266 | 809      | Barłogi – Borysławice                                           |
| 267 | 810      | Zduńska Wola – Dionizów                                         |
| 268 | 811      | Stary Staw – Franklinów                                         |
| 269 | 819      | Chlastawa – Kosieczyn                                           |
| 270 | 821      | Jerzmanice Lubuskie – Rzepin RzB11                              |
| 271 | 822      | Rzepin RZB – Drzeńsko                                           |
| 272 | 851      | Szczecin Wstowo – Szczecin Gumieńce                             |
| 273 | 855      | Regalica – Szczecin Port Centralny SPA                          |
| 274 | 857      | Szczecin Dąbie SDA – Szczecin Dąbie SDC                         |
| 275 | 901      | Warszawa Wschodnia Towarowa – Warszawa Rembertów T5M            |
| 276 | 940      | Kraków Nowa Huta NHB – Kraków Krzesławice                       |
| 277 | 947      | Kraków Olsza – Kraków Łęg                                       |